# Воронов Іван Омелянович
Іван Омелянович Воронов (17 червня 1911, село Мар'яново Сенненського повіту Могильовської губернії, тепер Вітебської області, Білорусь — 8 травня 1969, місто Москва, тепер Російська Федерація) — радянський діяч, міністр паперової та деревопереробної промисловості СРСР, заступник голови Ради міністрів РРФСР. Депутат Верховної ради РРФСР 5—7-го скликань.

## Життєпис
Народився в селянській родині. З 1928 до 1931 року навчався у Полоцькому лісотехнічному технікумі Білоруської СРР.
У 1931—1933 роках — викладач, заступник директора, директор Василевицької лісотехнічної школи Гомельської області Білоруської РСР.
У 1933—1938 роках — студент механічного факультету Ленінградської лісотехнічної академії імені Кірова, інженер з механізації лісорозробок та лісотранспорту.
Член ВКП(б) з березня 1938 року.
У 1938—1939 роках — начальник виробничо-технічного відділу народного комісаріату лісової промисловості РРФСР.
З 1939 до 1946 року служив у Радянській армії, учасник німецько-радянської війни. З травня 1943 до 1945 року працював відповідальним редактором газети «Сталинский боец» Політичного відділу 5-го танкового корпусу 4-ї ударної армії 1-го Прибалтійського та 1-го Українського фронтів.
У 1946—1947 роках — заступник начальника науково-виробничого управління з лісозаготівель Міністерства лісової промисловості СРСР..
У 1947—1948 роках — начальник виробничо-технічного управління з лісозаготівель Міністерства лісової промисловості СРСР.
У 1948—1950 роках — член Бюро із палива та транспорту Ради міністрів СРСР.
У 1950—1951 роках — член Бюро із хімії та електростанцій Ради міністрів СРСР.
16 лютого 1951 — 15 березня 1953 року — міністр паперової та деревопереробної промисловості СРСР.
У березні 1953 — квітні 1954 року — заступник міністра лісової та паперової промисловості СРСР. У квітні 1954 — травні 1957 року — заступник міністра лісової промисловості СРСР.
29 травня 1957 — 1961 року — голова Ради народного господарства Архангельського економічного адміністративного району.
У 1961—1962 роках — заступник голови Всеросійської Ради народного господарства.
10 лютого 1962 — 15 жовтня 1965 року — заступник голови Ради міністрів РРФСР.
15 жовтня 1965 — 4 червня 1968 року — міністр лісового господарства РРФСР.
З 1968 до 8 травня 1969 року — в Міністерстві лісової та деревообробної промисловості СРСР.
Помер 8 травня 1969 року в Москві.

## Звання
- майор

## Нагороди
- орден Леніна (1957)
- орден Вітчизняної війни І ст. (10.06.1945)
- орден Вітчизняної війни ІІ ст. (13.02.1944)
- орден Червоної Зірки (18.05.1942)
- орден «Знак Пошани» (1961)
- медаль «За оборону Москви»
- медалі